# Rudolf Gramlich
Rudolf „Rudi” Gramlich (ur. 6 czerwca 1908 w Offenbach am Main, zm. 14 marca 1988 we Frankfurcie nad Menem) – niemiecki piłkarz, pomocnik. Brązowy medalista MŚ 34. Długoletni zawodnik Eintrachtu Frankfurt. Podczas II wojny światowej oficer SS w okupowanym Krakowie.
W Eintrachtcie grał w latach 1929–1939 oraz 1943–1944. Pełnił także funkcję prezesa klubu, w latach 1939–1942 oraz 1955–1970.
W reprezentacji Niemiec zagrał 22 razy. Debiutował 27 września 1931 w meczu z Danią, ostatni raz zagrał w 1936. Podczas MŚ 34 wystąpił w jednym meczu. Brał udział w IO 36.
Po kampanii wrześniowej stacjonował w okupowanym Krakowie jako SS-Untersturmführer  oddziałów Trupiej Czaszki. Był kapitanem i trenerem drużyny klubu piłkarskiego krakowskich oddziałów SS pod nazwą Sportgemeinschaft SS Krakau (SG SS). Klub brał udział w mistrzostwach Gauliga Generalgouvernement (Liga okręgowa Generalnego Gubernatorstwa). W Krakowie nie tylko grał w piłkę nożną, ale brał też udział w akcjach SS przeciw Żydom.
Po wojnie Gramlich został aresztowany we Frankfurcie nad Menem przez amerykańskie władze okupacyjne z powodu podejrzeń, że brał udział w zbrodniach wojennych. W 1947 roku został zwolniony z braku wystarczających dowodów, sprzyjające mu zeznania złożyli jego dawni towarzysze z SS.